# Terany
Terany este o comună slovacă, aflată în districtul Krupina din regiunea Banská Bystrica. Localitatea se află la altitudinea de 144 m deasupra n.m., se întinde pe o suprafață de 10,83 km2 și în 2017 număra 612 locuitori.

## Istoric
Localitatea Terany este atestată documentar din 1298.

## Demografie
| An:                | 1994 | 2004   | 2014    | 2024   |
| ------------------ | ---- | ------ | ------- | ------ |
| Număr de persoane: | 713  | 727    | 639     | 588    |
| Diferență:         |      | +1,96% | −12,10% | −7,98% |

| An:                | 2023 | 2024 |
| ------------------ | ---- | ---- |
| Număr de persoane: | 588  | 588  |
| Diferență:         |      | +0%  |